# Adolf Truskier

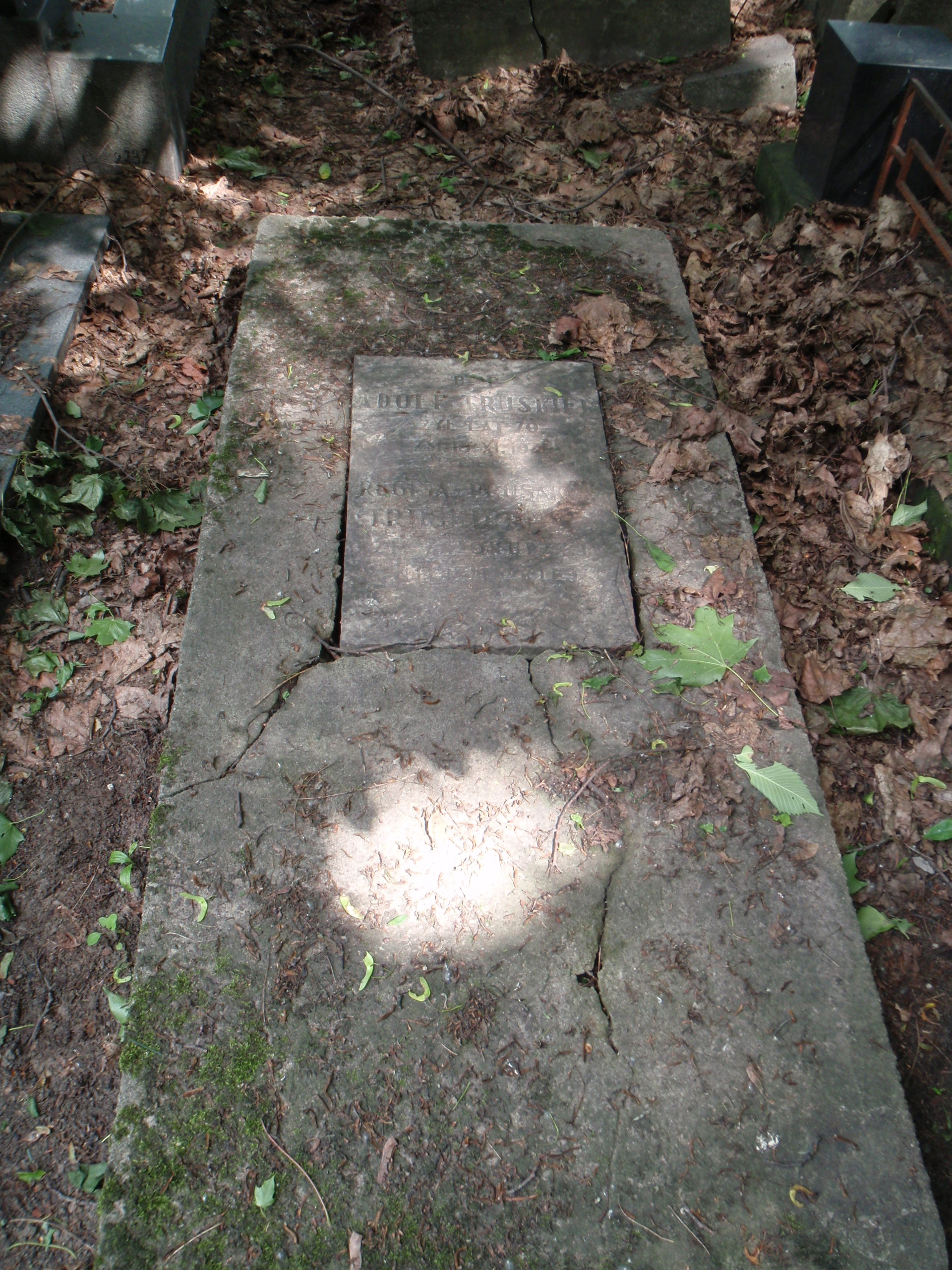
Grób Abrahama Adolfa Truskiera na cmentarzu żydowskim w Warszawie

Abraham Adolf Truskier (ur. 8 kwietnia 1871 w Warszawie zm. 16 listopada 1941 tamże) – polski działacz społeczny i przemysłowy, organizator kupiectwa żydowskiego, senator I kadencji II RP.

## Życiorys
Urodził się w Warszawie. Ukończył studia w Wyższej Szkole Handlowej. Przez wiele lat był prezesem i działaczem Centralnego Związku Kupców. Wchodził w skład zarządów przedsiębiorstw i instytucji bankowych. Był pracownikiem Rady Departamentu Pracy Tymczasowej Rady Stanu. W latach 1922–1927 sprawował mandat senatora II RP. W ostatnich latach życia nieaktywny publicznie w związku z chorobą. 
W listopadzie 1940 usunięty z rodziną z mieszkania przy ul. Kruczej i przewieziony na teren warszawskiego getta, gdzie zmarł. Został pochowany na cmentarzu żydowskim przy ulicy Okopowej w Warszawie (kwatera 10, rząd 4).